# ويلسون كارلوس دوس سانتوس
ويلسون كارلوس دوس سانتوس (Wilson Carlos dos Santos )، حكم كرة قدم برازيلي سابق. وقد حكم في كأس الخليج 1990، وقد أدار مباراة منتخب قطر لكرة القدم ومنتخب عمان لكرة القدم في 4 مارس 1990.